# Jedlice (województwo opolskie)
Jedlice (niem. Jedlitze) – wieś w Polsce położona w województwie opolskim, w powiecie opolskim, w gminie Ozimek.

## Historia
Założenie osady datowane jest na 1775 r. i wiąże się z istniejącą na terenie miasta Ozimek hutą. Z najstarszych zabudowań hutniczych pozostał budynek z 1805 r. (mieści się na terenie graniczącym z czynną hutą szkła) oraz dworek z ok. 1780 r. i domy robotnicze z XIX wieku. Huta szkła powstała w 1960 r. na terenie starych (z XIX wieku) zabudowań walcowni cynku.
Przez miejscowość przepływa rzeka Mała Panew, która w pobliżu wpada do zbiornika wodnego – Jeziora Turawskiego. Na łachach piasku u ujścia rzeki gniazdują ptaki: m.in. rybitwy białowąse, pliszki cytrynowe, zimorodki, brodźce krwawodziobe, kszyki, bączki, płaskonosy, cyranki. Jest to też miejsce postoju dla ptaków wędrownych. Widziano tu: brodźca pławnego, wydrzyka tęposternego i długosternego, ostrygojada, terekie, płatkonoga szydłodziobego, rybitwę białoskrzydła i mewę trójpalczastą oraz gęsi zbożowe. Obszar został zaliczony do ostoi ptactwa wędrownego, jest miejscem odwiedzanym przez ornitologów.

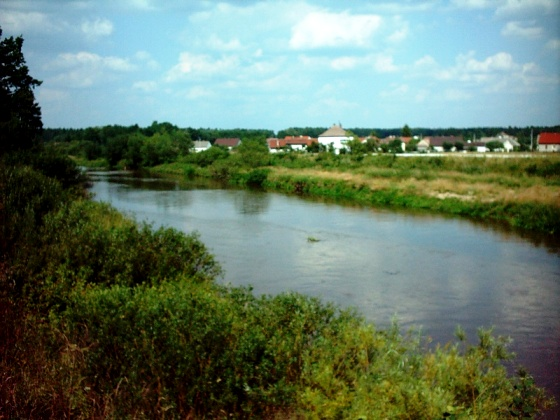
Mała Panew w Jedlicach

W Jedlicach krzyżują się rowerowe szlaki turystyczne, których trasy przebiegają przede wszystkim wokół Jeziora Turawskiego:.

## Zabytki
Do wojewódzkiego rejestru zabytków wpisane są:
- pozostałości osiedla hutniczego i huty, założenie urbanistyczne, z XVIII–XIX w.:
  - okrągły plac z kręgiem klonów i studnią
  - domy mieszkalne, ul. Feniks nr 2, 3, 4, 5
  - kanał roboczy z Małej Panwi
  - budynek huty, obecnie magazyn
- dwór „Beatka”, nr 35, z 1780 r.